# Izraelská politická krize 2019–2021
Izraelská politická krize 2019-2021 byla obdobím politické nestability v Izraeli, kdy se v rozmezí dvou let konaly čtvery předčasné volby do Knesetu: v dubnu 2019, září 2019, březnu 2020 a březnu 2021.
Tato patová situace vznikla v důsledku toho, že liberální křídlo parlamentu odmítlo s Benjaminem Netanjahuem vytvořit koalici, zatímco strana Likud – strana konzervativního křídla – odmítla Netanjahua odvolat z čela strany. Ostatní strany konzervativního křídla odmítly vytvořit koalici bez Netanjahua a Likudu. Žádné z křídel nebylo schopno samo o sobě vytvořit koalici kvůli nerozhodnému počtu mandátů v parlamentu, které držely arabské strany. Někteří poslanci židovských stran (obou křídel) a arabských stran považovali možnost vládní spolupráce za vyloučenou.
Dne 13. června 2021 složila přísahu vláda Naftali Bennetta, která v Knesetu získala důvěru v poměru 60:59 hlasů, přičemž jeden poslanec ze Sjednocené arabské kandidátky se zdržel hlasování. Novou koalici tvoří všechny strany liberálního křídla, konzervativní strany Jamina a Nová naděje a arabská strana Sjednocená arabská kandidátka. Vládu zpočátku povede Naftali Bennett z Jaminy, přičemž liberál Ja'ir Lapid bude v rámci dohody zastávat funkci alternujícího premiéra. Součástí koalice je 61 poslanců Knesetu napříč 8 ideologicky různorodými stranami (různorodost panuje i v rámci liberálního křídla). S minimální většinou 61 poslanců může být proto schvalování zákonů obtížné.
Opozičními stranami jsou Likud, dvě ultraortodoxní strany, ortodoxní nacionalistická strana a Sjednocená kandidátka. Vůdcem opozice se stal Benjamin Netanjahu v čele Likudu, který má v parlamentu 30 křešel (téměř dvakrát více než druhá největší strana); jde o první změnu v čele izraelské vlády od roku 2009, kdy se Netanjahu ujal moci.
Krize skončila schválením státního rozpočtu na rok 2021 i 2022.

## Pozadí
V průběhu 20. Knesetu, zvoleného po parlamentních volbách v roce 2015, si Netanjahu zajistil čtvrté funkční období v čele třicáté čtvrté vlády. Dne 26. května 2016 vstoupila do vlády strana Jisra'el bejtenu s pěti poslanci. Avigdor Lieberman, předseda Jisra'el bejtenu, byl jmenován ministrem obrany místo Moše Ja'alona.
Dne 14. listopadu 2018 Avigdor Lieberman odstoupil ze své funkce a z koalice, protože vláda schválila příměří s Hamásem, čímž narušil stabilitu vlády. Dne 26. prosince 2018 byl schválen zákon o rozpuštění Knesetu a začala volební kampaň do jednadvacátého Knesetu.

## Po dubnu 2019
Krize začala poté, co po volbách v dubnu 2019 nebyla žádná strana schopna sestavit vládu. Dvě hlavní strany, Kachol lavan a Likud, získaly obě 35 křesel. Likud dostal od prezidenta Re’uvena Rivlina mandát, aby se pokusil sestavit vládu, ovšem premiérovi Benjaminu Netanjahuovi se nepodařilo vytvořit většinovou koalici o 61 křeslech. Likud a jeho spřátelené strany hlasovaly pro rozpuštění Knesetu, místo aby prezident udělil mandát jinému členu Knesetu.

## Po září 2019
Druhé volby se konaly v září 2019. Tentokrát Kachol lavan porazila Likud o jedno křeslo. I přesto, že Kachol lavan měla o jedno křeslo více, Likud získal mandát od prezidenta poté, co získal podporu o jednoho poslance Knesetu více než Kachol lavan. Netanjahuovi se opět nepodařilo sestavit vládu. Sestavením vlády byl tedy pověřen Binjamin Ganc, kterému se rovněž nepodařilo sestavit vládu. Po neúspěchu Gance vstoupila vláda do období dlouhého 21 dní, ve kterém má jakýkoli z kandidátů možnost sestavit vládu. Během období se nikomu nepodařilo sestavit vládu a Kneset byl rozpuštěn.

## Po březnu 2020
V březnu 2020 se konaly třetí volby. Tentokrát Likud získal více křesel než Kachol lavan, ale Ganc získal větší podporu od potenciálních spojenců v Knesetu a získal mandát od prezidenta. Ganc přesto nedokázal sjednotit dostatek spojenců do koalice. Jeho strana byla dohodnuta na výměně předsedy Knesetu. V návaznosti na to bývalý předseda Knesetu Juli-Joel Edelstein odmítl svolat plénum, aby hlasovalo o jeho výměně. Toto odmítnutí vyvolalo ústavní krizi. Hnutí ha-Tnu'a le-ma'an echut ha-šilton be-Jisra'el se obrátilo na Nejvyšší soud, který Edelsteinovi nařídil svolat Kneset. V návaznosti na to Edelstein rezignoval. Mezitím se v Izraeli zhoršila pandemie covidu-19, což urychlilo jednání o vytvoření nové vlády. Dne 26. března složil Ganc přísahu jako nový předseda Knesetu s podporou Likudu, což způsobilo rozkol v Kachol lavan. Nakonec se 20. dubna 2020 Likud a Kachol lavan dohodly na vládě, jejíž součástí byla i „dohoda o rotaci“ mezi Gancem a Netanjahuem na postu premiéra. Po neúspěšném hlasování o rozpočtu v prosinci 2020 se však vládní koalice opět rozpadla a na březen 2021 byly vypsány nové volby, bezprecedentně čtvrté za pouhé dva roky.

## Po březnu 2021
Izraelský prezident Re'uven Rivlin se 5. dubna 2021 sešel s předsedy všech politických stran a následující den pověřil Benjamina Netanjahua sestavením vlády. Netanjahu dostal na sestavení vlády čas do konce 4. května. Netanjahu v daném termínu vládu nesestavil. Následující den Rivlin pověřil druhým mandátem Ja'ira Lapida. Dne 9. května bylo oznámeno, že Lapid a Naftali Bennett dosáhli v koaličních jednáních významného pokroku. Dne 10. května bylo oznámeno, že se plánuje vytvoření nové vlády složené ze současné opozice, ale že islamistická strana Sjednocená arabská kandidátka, která v důsledku nedávných válečných akcí v Gaze pozastavila rozhovory s Lapidem i Bennettem, musí ještě přislíbit podporu, aby opoziční poslanci Knesetu měli většinu. Koncem května si Lapid zajistil podporu Kachol lavan, Strany práce, Jisra'el bejtenu, Nové naděje a Merecu, přičemž podporu mu případně poskytly i strany Jamina a Sjednocená arabská kandidátka. Dne 30. května Bennett v televizním projevu oznámil, že Jamina vstoupí do vlády s Lapidem poté, co všichni poslanci Knesetu za Jaminu kromě jednoho souhlasili s podporou tohoto rozhodnutí.
Po jednání s Lapidem a Bennettem podepsal 2. června 2021 předseda Sjednocené arabské kandidátky Mansúr Abbás dokument, který jeho stranu připoutal ke koalice, a souhlasil s tím, že jeho strana vstoupí do vlády bez Netanjahua. Jen hodinu před vypršením svého mandátu 2. června Lapid informoval odstupujícího prezidenta Re'uvena Rivlina, že může sestavit novou vládu. Bennettova strana Jamina se 11. června stala poslední opoziční frakcí, která podepsala koaliční smlouvu s Lapidovou stranou Ješ atid, a umožnila tak 13. června složit přísahu šestatřicáté vlády. Dne 5. listopadu, když Kneset schválil státní rozpočet na rok 2021 i 2022, krize skončila, čímž byla na čas zajištěna politická stabilita.